# Азербайджанское высшее военное училище имени Гейдара Алиева
Азербайджанское высшее военное училище (азерб. Heydər Əliyev adına Hərbi İnstitut) — военное училище в Баку, Азербайджан.

## История военных учебных заведений

### Бакинское высшее общекомандное училище Вооружённых Сил Азербайджана
Указом Президента Азербайджана Гейдара Алиева образовано военное училище для подготовки военных кадров Азербайджана на учебной базе БВОКУ и казарменном фонде Каспийского высшего военно-морского училища имени С. М. Кирова (на Зыхе).
С мая 1992 года училище перешло в подчинение Азербайджанской Республики. Поскольку Вооружённым силам вновь созданной Республики Азербайджан требовались офицерские кадры различной специализации и для различных родов войск, училище было преобразовано в Бакинское высшее общекомандное училище (БВОУ).
С 1997 года приём и обучение в училище стали проводиться в соответствии с современными стандартами. В училище принимаются лица с полным средним образованием от 17 до 19 лет на основе сдачи тестовых экзаменов по математике, физике, истории Азербайджана, азербайджанскому языку и литературе Государственной комиссии по приёму студентов. Согласно утверждённому Министерством обороны плану, в училище принимаются абитуриенты, набравшие высокие баллы.

### Азербайджанское высшее военное училище
Указом Президента Азербайджанской Республики от 20.08.2001 Бакинское высшее общекомандное училище было переименовано в Азербайджанское высшее военное училище.

### Азербайджанское высшее военное училище им. Гейдара Алиева
Указом же Президента Азербайджанской Республики от 10 марта 2004 года Азербайджанскому высшему военному училищу было присвоено имя общенационального лидера Гейдара Алиева.
В настоящее время в Азербайджанском высшем военном училище имени Гейдара Алиева на 9 кафедрах проходят подготовку офицеры по 11 военным специальностям .
Выпускникам училища выдаётся диплом «бакалавра», в соответствии с полученной ими специальностью, и присваивается воинское звание «лейтенант».

### Военные учебные заведения в Баку
Училище считается наследником и продолжателем военных традиций всех Бакинских военных курсов, школ и училищ дислоцировавшихся территориально в Баку.
В ноябре 1917 года образуются Бакинские командирские курсы.
В мае 1921 г. были созданы Рабоче-крестьянские командные курсы, состоявшие из пехотного, кавалерийского, сапёрного и пулемётного отделений. Вскоре курсы были переименованы в Азербайджанскую советскую сводную школу красных командиров, которой по просьбе курсантов было присвоено имя А.Караева. Впоследствии училище неоднократно меняло название.
В 1924 году оно было переименовано в Закавказскую военно-подготовительную школу РККА, и стало прототипом Суворовских военных училищ,
В ноябре 1930 года школа была реорганизована в среднее военно-учебное заведение — Бакинскую пехотную школу комсостава РККА имени Серго Орджоникидзе с трёхлетним сроком обучения, затем в 1937 году в Бакинское пехотное училище имени Серго Орджоникидзе.
В 1940 году были сформированы ещё 2-е и 3-е Бакинские пехотные училища.
16 сентября 1942 года 1-е Бакинское пехотного училище имени Серго Орджоникидзе, убыло на Закавказский фронт и вошло в состав 164-й и 165-й отдельных стрелковых бригад.
25 октября 1943 года на базу убывшего на фронт училища, передислоцировалось из Душети Грозненское пехотное военное училище (2-го формирования).
13 марта 1945 года Грозненское пехотное военное училище (2-го формирования) переименовано в Бакинское пехотное училище.
В марте 1954 года училище было переименовано в Бакинское военное училище.
В 1958 году училище стало называться Бакинское высшее общевойсковое командное училище, а с ноября 1966 года — Бакинское высшее общевойсковое командное училище имени Верховного Совета Азербайджанской ССР.

В 1991 году после распада СССР и обретения Азербайджаном независимости БВОКУ было расформировано. Курсанты наборов 1988, 1989, 1990 гг. были отправлены на доучивание в другие общевойсковые училища РФ

## Начальники училища (Азербайджан)
(Информация отсутствует)
- 1992 Ковалёв, Иван Митрофанович генерал-майор ВС Азербайджана
- 2013 год Мирзали Юсифов полковник ИО начальника училища
- с 5 ноября 2013 года Пириев, Гейдар Кямиль оглы[5] генерал-лейтенант.

## Известные выпускники и преподаватели
- Агаев, Эльдар Аскер оглы — полковник. Национальный герой Азербайджана.
- Алиев, Аскер Алекпер оглы — курсант. Национальный герой Азербайджана.
- Алиев, Шамсула Файзулла оглы — капитан. Герой Советского Союза.
- Гамидов, Шюкюр Нариман оглы — полковник-лейтенант. Национальный герой Азербайджана.
- Гусейнов, Афган Гарахан оглы — майор. Национальный герой Азербайджана.
- Джабраилов, Фахраддин Мовсум оглы — полковник. Национальный герой Азербайджана.
- Ибрагимов, Расим Сахават оглы —майор. Национальный герой Азербайджана.
- Иманов, Самид Гюлага оглы — майор. Национальный герой Азербайджана.
- Керимов, Керим Магомед оглы — курсант. Национальный герой Азербайджана.
- Левин, Семён Самуилович — полковник. Герой Советского Союза.
- Малый, Игорь Александрович — генерал-лейтенант кандидат технических наук, доцент, почётный гражданин города Иваново
- Мамедов, Альберт Джалалович — полковник, кандидат исторических наук, преподаватель истории и философии.
- Мансуров, Бахруз Гахраман оглы — курсант. Национальный герой Азербайджана.
- Мельдер, Иосиф Ильич — полковник, в 1931—1934 гг. командир роты курсантов и руководитель тактики.
- Рахимов, Сабир Умарович — генерал-майор. Герой Советского Союза.
- Рзаев, Заур Рза оглы — генерал-майор.
- Семёнов, Владимир Магомедович — генерал армии, российский военачальник.
- Соболев, Семён Иванович — полковник, кавалер ордена Жукова.
- Хохлов, Василий Данилович — полковник, командир ряда дивизий во время ВОВ.
- Шикаров, Шикар Шукюр оглы — подполковник, Национальный герой Азербайджана. …..

## Награды
- Орден Дружбы (2017, Вьетнам)[6]